# 지식을만드는지식
지식을만드는지식은 대한민국의 출판사다. 줄임말로 지만지라고도 한다. 2008년 출간을 시작했으며, 지구촌 고전을 '고전선집'이라는 이름으로 출간한다.
널리 알려진 고전뿐만 아니라, '고전'이라는 평가를 받은 책이라면 국내 대중에게 잘 알려지지 않았더라도 출간한다. 시장성이 없다는 이유로 출간되지 않아 읽을 기회조차 갖지 못했던 책들을 발견하고 소개한다.
분야는 소설, 시, 희곡, 수필비평, 사상, 자연과학 등이 있고, 사상 분야에서는 철학, 역사, 종교, 경제학, 정치학 등 다양한 학문 분류를 망라한다.
한국, 중국, 일본 등 동아시아와 영국, 프랑스, 독일 등 유럽 고전뿐만 아니라 케냐와 탄자니아 등 아프리카, 칠레와 페루 등 남아메리카 작품들도 두루 출간한다.
2019년에는 희곡, 연극 관련 서적 출판 브랜드인 "지만지드라마"를 만들었다. 고전선집 중 희곡 작품을 지만지드라마라는 브랜드로 출간하고 있다.

## 수상 도서
2009년 대한민국학술원 우수학술도서
- ≪정치경제 이론≫, 윌리엄 제번스 지음, 김진방 옮김

2010년 문화체육관광부 우수교양도서
- ≪동경대전≫, 최제우 지음, 박맹수 옮김

2010년 대한민국학술원 우수학술도서
- ≪관료제≫, 루트비히 폰 미제스 지음, 황수연 옮김

2011년 문화체육관광부 우수교양도서
- ≪편지≫, 조르주 상드 지음, 이재희 옮김

2011년 대한출판문화협회 올해의 청소년 도서
- ≪연암 산문집≫, 박지원 지음, 박수밀 옮김

2012년 문화체육관광부 우수학술도서
- ≪시용향악보≫, 작자 미상, 김명준 옮김
- ≪프란츠 카프카≫, 빌헬름 엠리히 지음, 편영수 옮김

2012년 문화체육관광부 우수교양도서
- ≪석명: 언어에 대한 글자 풀이≫, 유희(劉熙) 지음, 하영삼 옮김
- ≪클러리사 할로≫, 새뮤얼 리처드슨 지음, 김성균 옮김

2013년 문화체육관광부 우수학술도서
- ≪사실주의≫, 조한경 지음

2013년 유영번역상
- ≪클러리사 할로≫, 새뮤얼 리처드슨 지음, 김성균 옮김

2014년 대한민국학술원 우수학술도서
- ≪고려 후기 한문학과 지식인들≫, 김승룡 지음
- ≪박학한 무지≫, 니콜라우스 쿠자누스 지음, 조규홍 옮김
- ≪산소와 그 경쟁자들≫, 김홍표 지음
- ≪치과 의사≫, 피에르 포샤르 지음, 조영수 외 옮김

2014년 한국출판문화진흥재단 올해의 청소년 교양도서
- ≪네루다 시선≫, 파블로 네루다 지음, 김현균 옮김

2015년 대한민국학술원 우수학술도서
- ≪보이는 손 1~2≫, 앨프리드 챈들러 지음, 김두얼·신해경·임효정 옮김

2017년 세종도서 문학나눔 도서
- ≪배수찬의 서양 고전 읽기 1~3≫, 배수찬 지음

2017년 세종도서 교양부문 도서
- ≪호색일대남≫, 이하라 사이카쿠 지음, 정형 옮김

2017년 대한민국학술원 우수학술도서
- ≪진화하는 물≫, 제럴드 폴락 지음, 김홍표 옮김

2018년 세종도서 학술부문 도서
- ≪춘추공양전≫, 공양자 지음, 박성진 옮김